# Guitars
Guitars är ett album av Mike Oldfield, utgivet 1999. Alla ljud på skivan är skapade av Oldfield med olika typer av gitarrer.

## Låtlista
1. "Muse" – 2:12
2. "Cochise" – 5:15
3. "Embers" – 3:51
4. "Summit Day" – 3:46
5. "Out of Sight" – 3:48
6. "B. Blues" – 4:30
7. "Four Winds" – 9:32
8. "Enigmatism" – 3:32
9. "Out of Mind" – 3:46
10. "From the Ashes" – 2:28